# Arachania (Rocha)
Arachania ist eine Ortschaft im Südosten Uruguays.

## Geographie
Sie befindet sich auf dem Gebiet des Departamento Rocha in dessen Sektor 10. Sie liegt an der Atlantikküste südwestlich von La Pedrera und nordöstlich von La Aguada y Costa Azul.

## Infrastruktur
Arachania liegt an der Ruta 10.

## Einwohner
Arachania hatte bei der Volkszählung im Jahr 2011 377 Einwohner, davon 201 männliche und 176 weibliche.
| Jahr | Einwohner |
| ---- | --------- |
| 1963 | -         |
| 1975 | 39        |
| 1985 | 68        |
| 1996 | 203       |
| 2004 | 335       |
| 2011 | 377       |

Quelle: Instituto Nacional de Estadística de Uruguay